# Resident Engineer
Ein Projektingenieur ist ein Ingenieur der insbesondere im Anlagenbau (Verfahrenstechnik), wie Kraftwerke, Chemieanlagen arbeitet oder der große Bauprojekten wie Bahnlinien, Brücken oder Staudämme plant und in beiden Bereichen auch vor Ort als Bauleiter tätig ist um die Qualität und die Termintreue bei der Ausführung der Arbeiten zu überwachen und zu gewährleisten. Er ist kein Resident Engineer!
Der Beruf des Bauingenieurs ist eine mögliche Ausbildung für die Tätigkeit eines Projektingenieurs bei Bauarbeiten.